# アルコ (アイダホ州)
アルコ（英: Arco）は、アメリカ合衆国アイダホ州にある都市。ビュート郡の郡庁所在地である。人口は1,026人（2000年）。
南西の国道20号線沿線にはクレーターズ・オブ・ザ・ムーン国定公園があり、東にはアイダホ国立研究所（INL）が位置する。ビッグ・ロスト川沿いの、ロスト川渓谷の玄関口である。

## 歴史
ルートホッグ (Root Hog) として知られていた1901年、町は駅馬車道の交差点となった。そこで町の有力者らは町の郵便局の名を「ジャンクション」としたが、郵政公社の総裁がありきたりだとして、当時ワシントンD.C.を訪れていたドイツ人のゲオルク・フォン・アルコにちなみ「アルコ」にしたらどうかと提案した。ゲオルク・フォン・アルコは無線通信のパイオニアである発明家で、1903年にテレフンケンが創設されると指導エンジニアに着任した。
原子力発電を世界で初めて導入したコミュニティで、1955年7月17日に近くの国立原子炉試験基地（NRTS、現在のアイダホ国立研究所）の物理学原子炉が稼動を開始した。しかし、1961年1月3日にはSL-1原子炉がメルトダウンし、3人が亡くなった。これは世界初（そして米国唯一）の原子力死亡事故である。

## 経済
アイダホ国立研究所による交付金、農業、ロスト川渓谷のレクリエーションが町の経済基盤である。

## 地理
国勢調査局によると総面積は2.3平方キロ（0.9平方マイル）で、全域が陸地である。町で最も特徴的な地形は丘の岩壁のあちこちに数字が描かれた「ナンバー・ヒル」で、1902年から毎年ビュート郡高校の卒業生が数字を描く。
| アルコの1971年から2000年にかけての気候 | アルコの1971年から2000年にかけての気候 | アルコの1971年から2000年にかけての気候 | アルコの1971年から2000年にかけての気候 | アルコの1971年から2000年にかけての気候 | アルコの1971年から2000年にかけての気候 | アルコの1971年から2000年にかけての気候 | アルコの1971年から2000年にかけての気候 | アルコの1971年から2000年にかけての気候 | アルコの1971年から2000年にかけての気候 | アルコの1971年から2000年にかけての気候 | アルコの1971年から2000年にかけての気候 | アルコの1971年から2000年にかけての気候 | アルコの1971年から2000年にかけての気候 |
| 月                                     | 1月                                    | 2月                                    | 3月                                    | 4月                                    | 5月                                    | 6月                                    | 7月                                    | 8月                                    | 9月                                    | 10月                                   | 11月                                   | 12月                                   | 年                                     |
| -------------------------------------- | -------------------------------------- | -------------------------------------- | -------------------------------------- | -------------------------------------- | -------------------------------------- | -------------------------------------- | -------------------------------------- | -------------------------------------- | -------------------------------------- | -------------------------------------- | -------------------------------------- | -------------------------------------- | -------------------------------------- |
| 平均最高気温 °F （°C）                 | 29.5 (−1.4)                            | 35.5 (1.9)                             | 45.7 (7.6)                             | 58.1 (14.5)                            | 67.0 (19.4)                            | 76.6 (24.8)                            | 84.6 (29.2)                            | 83.2 (28.4)                            | 73.6 (23.1)                            | 61.1 (16.2)                            | 41.9 (5.5)                             | 30.4 (−0.9)                            | 57.27 (14.02)                          |
| 日平均気温 °F （°C）                   | 17.2 (−8.2)                            | 22.6 (−5.2)                            | 33.2 (0.7)                             | 43.5 (6.4)                             | 51.8 (11)                              | 60.0 (15.6)                            | 66.5 (19.2)                            | 65.1 (18.4)                            | 55.8 (13.2)                            | 45.1 (7.3)                             | 29.8 (−1.2)                            | 18.3 (−7.6)                            | 42.41 (5.8)                            |
| 平均最低気温 °F （°C）                 | 4.8 (−15.1)                            | 9.6 (−12.4)                            | 20.7 (−6.3)                            | 28.8 (−1.8)                            | 36.6 (2.6)                             | 43.4 (6.3)                             | 48.4 (9.1)                             | 47.0 (8.3)                             | 38.0 (3.3)                             | 29.0 (−1.7)                            | 17.6 (−8)                              | 6.2 (−14.3)                            | 27.51 (−2.5)                           |
| 降水量 inch （mm）                     | 0.82 (20.8)                            | 1.05 (26.7)                            | 0.86 (21.8)                            | 0.75 (19)                              | 1.32 (33.5)                            | 0.90 (22.9)                            | 0.83 (21.1)                            | 0.78 (19.8)                            | 0.70 (17.8)                            | 0.63 (16)                              | 0.80 (20.3)                            | 0.81 (20.6)                            | 10.25 (260.3)                          |
| 出典：NOAA (normals, 1971-2000)        |                                        |                                        |                                        |                                        |                                        |                                        |                                        |                                        |                                        |                                        |                                        |                                        |                                        |

## 人口動態
2000年国勢調査時点で、この市には1026人、427世帯、269家族が暮らしている。人口密度は1平方キロあたり450.2人で、平方マイルに換算すると1163.9人となる。住居数は505軒で、1平方キロに平均221.6軒（1平方マイルあたりでは572.9軒）が建っていることになる。住民のうち白人は95.13%、アフリカ系は0.49%、ネイティブ・アメリカンは1.36%、その他の人種は1.75%、混血は1.27%、ヒスパニック（ラテン系）は3.61%を占める。

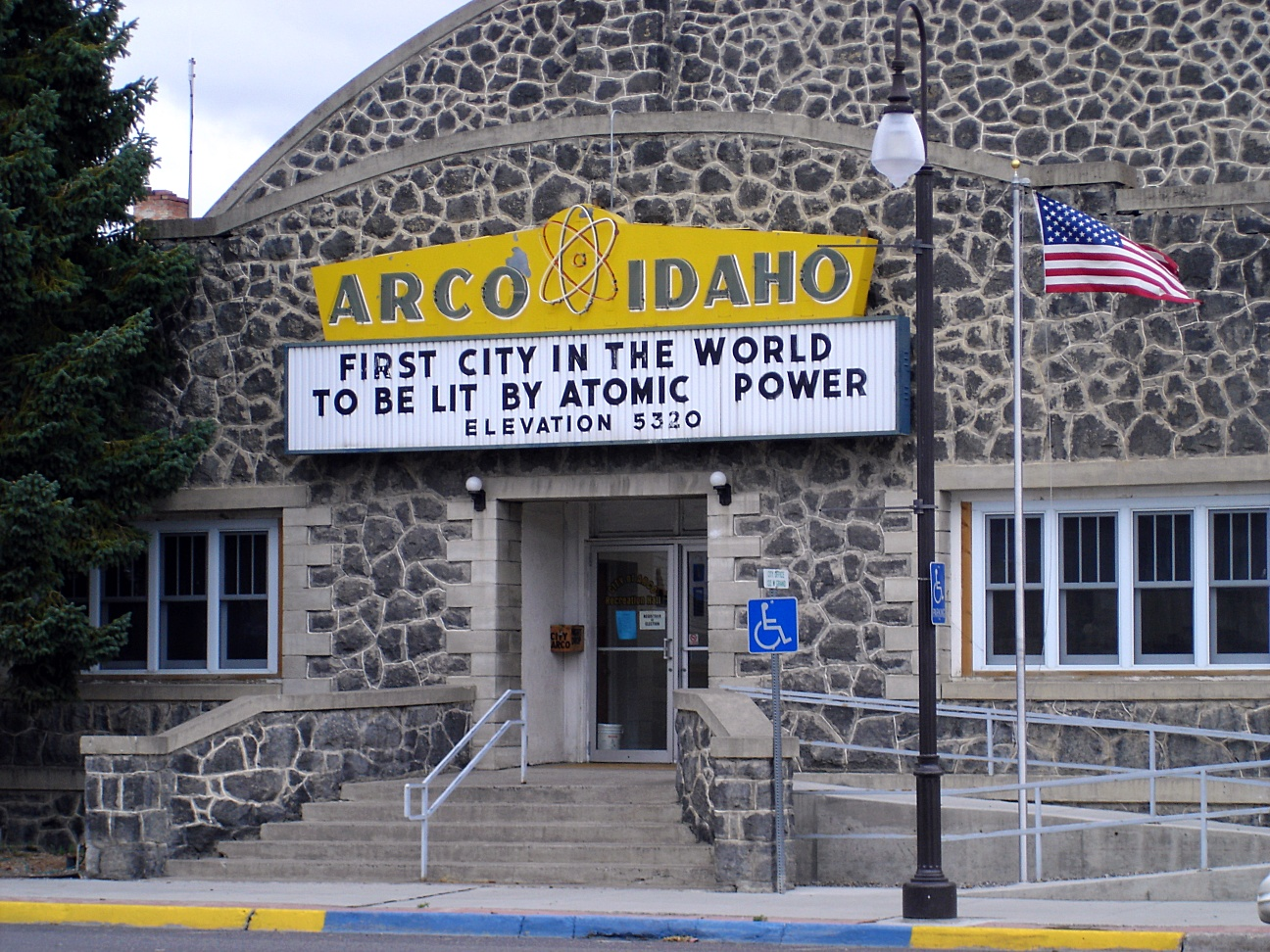
メインストリートに面する市役所兼レクリエーション・ホール

427世帯のうち29.3%は18歳未満の子どもと暮らしており、48.2%は夫婦で生活している。11.9%は未婚の女性が世帯主であり、37.0%は家族以外の住人と同居している。34.0%が独り身世帯で、15.2%を独居老人の世帯が占める。1世帯あたりの平均構成人数は2.35人、家庭の平均構成人数は3.04人である。
住民のうち27.9%が18歳未満の未成年、6.8%が18歳以上24歳以下、22.4%が25歳以上44歳以下、25.8%が45歳以上64歳以下、17.1%が65歳以上となっており、平均年齢は40歳である。女性100人に対して男性が91.8人いる一方、18歳以上の女性100人に対しては90.7人いる。
一世帯あたりの平均収入は2万7993米ドル、家族ごとでは3万4688米ドルである。男性の平均収入は3万4688米ドル、女性の平均収入は1万7386米ドルで、労働者でない人々も含めた住民一人当たりの収入は1万4744米ドルとなる。総人口の22.6%、家族の19.6%、18歳未満の子どもの33.8%、および65歳以上の高齢者の15.8%は貧困線以下の収入で生計を立てている。